# ジェシー・ベイツ
ジェシー・ベイツ3世（Jessie Bates III, 1997年2月26日 - ）は、アメリカ合衆国インディアナ州フォートウェイン出身のプロアメリカンフットボール選手。NFLのアトランタ・ファルコンズに所属している。ポジションはフリーセイフティ。

## 経歴

### カレッジ
ウェイクフォレスト大学では2年目の2016年シーズンから試合に出場し、100タックル、5つのインターセプトを記録。また、USAトゥデイのフレッシュマンオールアメリカン、オールACCセカンドチームに選出された。
2017年シーズンは79タックル、5つのパスディフレクションを記録した。シーズン終了後、2018年のNFLドラフトにアーリーエントリーした。

### シンシナティ・ベンガルズ
| 身長                        | 体重           | 腕 の 長 さ       | 手 の 大 き さ   | 40Yrd ダ ッ シ ュ | 10Yrd ス プ リ ッ ト | 20Yrd ス プ リ ッ ト | 20Yrd シ ャ ト ル | 3 コ 丨 ン ド リ ル | 垂 直 跳 び       | 立 ち 幅 跳 び     | ベ ン チ プ レ ス |
| --------------------------- | -------------- | ----------------- | ---------------- | ----------------- | -------------------- | -------------------- | ----------------- | ------------------- | ----------------- | ------------------ | ----------------- |
| 6 ft 1+1⁄8 in (186 cm)      | 200 lb (91 kg) | 31+5⁄8 in (80 cm) | 9+3⁄4 in (25 cm) | 4.50 s            | 1.58 s               | 2.63 s               | 4.26 s            | 6.78 s              | 35+1⁄2 in (90 cm) | 9 ft 9 in (2.97 m) | 12 回             |
| All values from NFL Combine |                |                   |                  |                   |                      |                      |                   |                     |                   |                    |                   |

2018年のNFLドラフトにて全体54位でシンシナティ・ベンガルズから指名され、その後4年総額494万ドルのルーキー契約を結んだ。

#### 2018年シーズン
トレーニングキャンプで結果を残し、開幕から先発を務めた。
第2週のボルチモア・レイブンズ戦でジョー・フラッコからキャリア初となるインターセプトを記録した。第7週のカンザスシティ・チーフス戦でシーズンハイとなる12タックルを記録した。翌週のタンパベイ・バッカニアーズ戦でジェイミス・ウィンストンからインターセプトを記録し、そのままキャリア初となるタッチダウンを記録した。シーズン全体では111タックル、7つのパスディフレクション、3つのインターセプトを記録し、オールルーキーチームに選出された。

#### 2019年シーズン
第10週のレイブンズ戦でロバート・グリフィン3世からシーズン初となるインターセプトを記録した。第14週のクリーブランド・ブラウンズ戦ではベイカー・メイフィールドからインターセプトを記録した。

#### 2020年シーズン

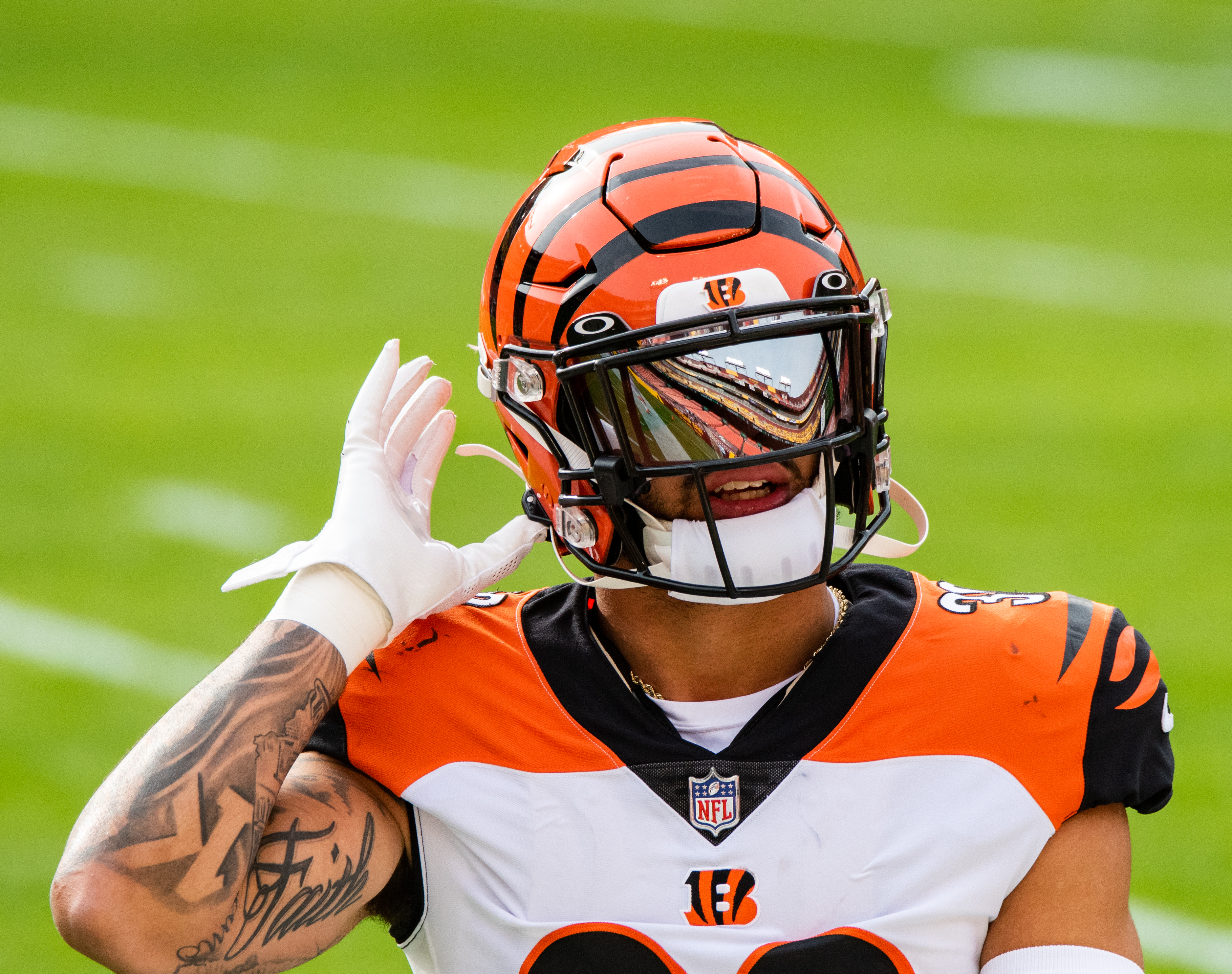
シンシナティ・ベンガルズでのベイツ
(2020年)

第6週のインディアナポリス・コルツ戦でフィリップ・リバースからシーズン初となるインターセプトを記録した。第11週のワシントン・フットボールチーム戦ではアレックス・スミスからインターセプトを記録した。このシーズンはオールプロセカンドチームに選出された。

#### 2021年シーズン
プレーオフを通じ、この年最多の2インターセプトと6パスディフレクションを記録して、チームはロサンゼルス・ラムズとの第56回スーパーボウルに進出した。マシュー・スタッフォードからインターセプトを記録したが、試合には敗れた。

#### 2022年シーズン
2022年3月7日にベンガルズからフランチャイズタグを指定され、新たな1年契約に合意した。

### アトランタ・ファルコンズ

#### 2023年シーズン
2023年3月7日にアトランタ・ファルコンズと4年総額6,402万ドルの契約を結んだ。
カロライナ・パンサーズとの開幕戦で移籍後初出場し、10タックル、2つのインターセプトを記録して勝利に貢献。NFCの週間最優秀守備選手に選出された。第12週にもニューオーリンズ・セインツ戦で92ヤードのインターセプトリターンタッチダウンを記録し、週間最優秀守備選手に選ばれ、シーズン終了後に自身2回目となるオールプロセカンドチームと、自身初となるプロボウルに選出された。

#### 2024年シーズン
2年連続して全17試合に先発出場し、102タックル、10パスディフレクション、4インターセプトを記録した。